# Akkışla, Safranbolu
Akkışla, là một xã thuộc huyện Safranbolu, tỉnh Karabük, Thổ Nhĩ Kỳ.